# Apakidze
Apakidze je priimek več oseb:
- Valentin Andrejevič Apakidze, sovjetski general
- Timur Avtandilovič Apakidze, ruski general
- Andria Apakidze, gruzinski arheolog in zgodovinar